# Vrede van Moskou (1940)

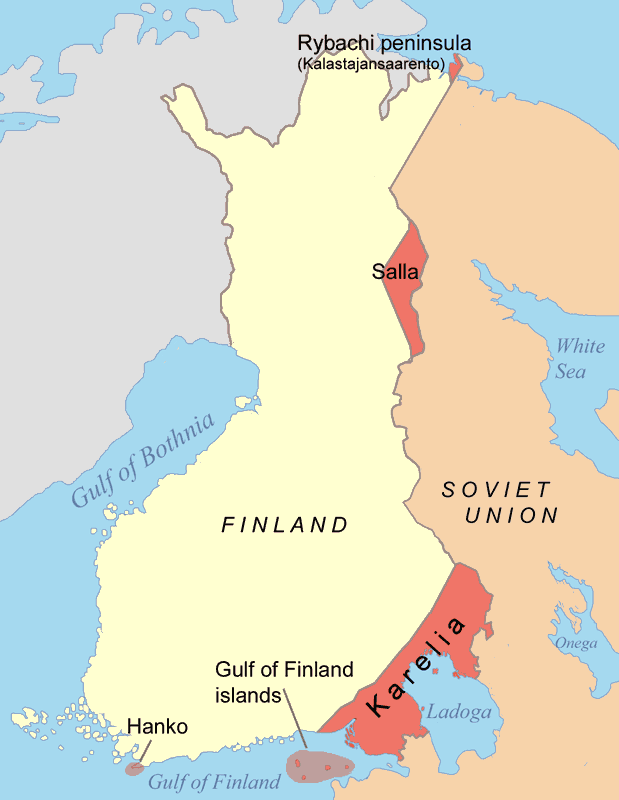
De gebieden die Finland in 1940 moest afstaan

De Vrede van Moskou was het vredesverdrag tussen Finland en de Sovjet-Unie dat het einde markeerde van de Winteroorlog.
Het verdrag werd getekend op 12 maart 1940, één uur in de nacht van 13 maart Finse tijd. Bij deze vrede moest Finland een deel van Karelië afstaan, waaronder de hele Mannerheimlinie, de eilanden Suursaari, Tytärsaari, Lavansaari, Seiskari in de Finse Golf en de stad Vyborg (Fins: Viipuri), destijds de tweede stad van Finland. Voorts verder in het noorden gedeelten van de gemeenten Salla en Kuusamo en in het uiterste noordoosten het westelijke gedeelte van het schiereiland Rybatsji (Kalastajasaarento), waarvan de andere helft al tot de USSR behoorde. Het moest bovendien de basis Hanko aan het begin van de Finse Golf voor dertig jaar verhuren aan de Sovjet-Unie. De gehele Finse bevolking van de gebieden werd naar Finland geëvacueerd; voor de oorlog bestond die uit ongeveer 422.000 mensen. In totaal verloor Finland 35 000 km² aan de Sovjet-Unie, 10% van zijn oppervlakte.
De vernederende vredesvoorwaarden riepen zo'n sterk ressentiment op dat Finland als bondgenoot deelnam aan de Duitse Operatie Barbarossa. In de Vervolgoorlog werden de afgestane gebieden in 1941 weer heroverd. In 1944 moesten ze weer worden afgestaan, met uitzondering van Hanko, maar met Petsjenga (destijds Fins: Petsamo), wat bekrachtigd werd in de Vrede van Parijs in 1947.